# Генріх VIII Ройсс-Кестріцький
Принц Генріх VIII Ройсс-Кестріцький (нім. Heinrich VIIIPrinz Reuß zu Köstritz; 30 серпня 1944, Гера) — німецький аристократ.

## Біографія
Друга дитина і перший син принца Генріха I Ройсс-Кестріцького і його дружини принцеси Войцлави-Феодори. Троюрідний брат нідерландської королеви Беатрікс: обидва є нащадками великого герцога Фрідріха Франца II Мекленбург-Шверінського. Як нащадок британського короля Георга II, принц Генріх стоїть в черзі успадкування британського трону.

## Сім'я
14 червня 1973 року одружився з баронесою Доріт фон Руффін. В пари народились 2 синів:
- Генріх XX (24 листопада 1975)
- Генріх XXIII (1 травня 1979)